# Massacre de Saïda (1881)
Cerca de 190 imigrantes de origem espanhola, a maioria trabalhadores diaristas que atuavam na colheita de esparto, foram mortos em 11 de junho de 1881 na Argélia Francesa (na zona rural ao redor de Saïda) por membros do movimento insurgente liderado por Bou-Amama.

## Desenvolvimento
A Companhia Franco-Argelina recrutava trabalhadores diaristas no empobrecido sudeste da Espanha para a colheita de esparto na Argélia, oferecendo inicialmente passagem e transporte gratuitos para os trabalhadores e suas famílias, bem como suprimentos básicos, com o objetivo de assegurar mão de obra suficiente durante a safra. No entanto, pouco depois da chegada, os operários foram obrigados a pagar pelas próprias viagens e a adquirir alimentos exclusivamente em uma loja administrada pela própria empresa, gerando endividamento e sujeição às práticas comerciais da companhia.
No final de abril de 1881, a rebelião que eclodira na Tunísia estendeu-se à Argélia, ganhando força sob a liderança de Bou-Amama, que organizou ataques contra postos militares franceses e civis colonos, mobilizando tribos locais em resistência à ocupação.
Em 11 de junho de 1881, após a tomada de Khalfallah pelos insurgentes, aproximadamente 190 trabalhadores espanhóis da colheita de esparto — a maioria oriunda da Almería e o restante da Múrcia e da Alicante — foram massacrados nos arredores de Saïda, ao sul de Orã. O ataque incluiu o estupro de muitas de suas esposas; além disso, 600 pessoas foram mantidas reféns e cerca de 100 000 quintals de esparto foram incendiados, comprometendo gravemente a safra local.
As primeiras notícias do massacre chegaram a Orã em 17 de junho e foram difundidas na Espanha em 18 de junho de 1881, provocando choque na opinião pública ibérica. Durante o restante de junho e julho, muitos sobreviventes — nus, famintos e traumatizados — dirigiram-se a Orã em busca de repatrição. Ao final de julho, cerca de 10 000 imigrantes haviam sido oficialmente repatriados à Espanha, encerrando uma das crises mais graves envolvendo trabalhadores espanhóis no Norte da África colonial.
A violência foi interpretada como uma retaliação dos nacionalistas argelinos contra os negócios coloniais franceses e seus trabalhadores estrangeiros. O governo francês não assumiu responsabilidade pelo massacre, e jornais de Orã chegaram a associar os acontecimentos ao ressentimento muçulmano contra o tratamento dado pelos ciganos espanhóis à população local. Os sobreviventes fugiram pelo deserto até alcançar Saida, e os relatos publicados em jornais como La Crónica Meridional descreveram atrocidades extremas cometidas contra os espanhóis. A notícia chegou à Espanha em 18 de junho, sob o governo de Sagasta, e, a partir de então, começaram a chegar ao porto de Almería navios como o Victoria e o Numancia transportando repatriados famintos, feridos, viúvas e órfãos. Desembarcaram pela escadaria real, visivelmente traumatizados, e foram acolhidos com pão e bacalhau nos galpões do cais. Estima-se que mais de 10.000 almerienses tenham sido repatriados após o massacre, entre eles casos emblemáticos como o de Dolores Martín, viúva de Berja que escapou escondendo-se em uma caverna, e José García, de Carboneras, atingido por um tiro no braço.